# Союззолото
«Союззо́лото» — всесоюзное золотопромышленное акционерное общество, существовавшее в период с мая 1927 года по ноябрь 1930 года.

## История
Во втором десятилетии XX века отечественная золотодобыча неудержимо снижалась: в 1913 г. она составила 63,6 тонны, в 1916 г. — вдвое меньше — 30,4 тонны, а в 1918 г. сократилась ещё вдвое — до 17,2 тонны. В 1921 г. общий объём золотодобычи понизился до 1,8 тонны.
С окончанием гражданской войны главные и первоочередные усилия в изыскании источников пополнения золотого запаса казны были обращены в единственном надёжном направлении — подъёма из разрухи отечественной золотодобычи. В октябре 1921 г. вышел Декрет Совнаркома «Про золотую и платиновую промышленность», в котором месторождения этих металлов объявлялись государственной собственностью. В 1921—1925 гг. прежние золотодобывающие предприятия были реорганизованы в 11 государственных золотодобывающих трестов.
После денежной реформы 1922—24 гг., когда денежные знаки стали обеспечиваться золотом, главенствующее положение в золотой промышленности необходимо было закрепить за государством. Всероссийский золотопромышленный съезд 1926 года признал необходимость проводить планомерные поиски и разведку новых месторождений золота, в связи с чем в 1927 году золотопромышленные предприятия выступили учредителями Всесоюзного акционерного общества «Союззолото», которое и объединило разрозненные предприятия золотодобычи в единую структуру. В частности, в состав «Союззолото» полностью вошел трест «Дальзолото», ликвидированный 1 октября 1927 года.
Правление общества до марта 1929 г. располагалось в Москве, позже — в Иркутске, местом пребывания уполномоченного по Дальневосточному краю стал Хабаровск. Руководил акционерным обществом А. П. Серебровский (1884—1938).
Несмотря на тяжелейшее положение с квалифицированными кадрами геологов-полевиков и крайне ограниченные возможности для оснащения экспедиций оборудованием, снаряжением и транспортом, предпринимались отчаянные усилия, направленные на расширение геологической базы под перспективное развитие золотодобычи. 1927—1929 гг. можно считать началом организации систематической золоторазведки, охватившей практически все регионы страны, в которых предполагалась золотоносность.
С переводом правления общества «Союззолото» из Москвы в Иркутск в 1930 г. в последнем был открыт Сибирский горный институт по золоту и платине, первым директором которого был назначен заведующий геологоразведочным отделом правления «Союззолото» С. В. Сергеев. Тогда же на базе Иркутского механического завода был создан специализированный завод по изготовлению драг и другого оборудования для золотодобывающей промышленности.
Тем временем валютное положение государства продолжало ухудшаться в связи с распродажей золотого запаса — за весь 1927—28 г. за границей было продано около 160 тонн на сумму в 205 млн руб. Такой широкомасштабной продажи золота не было, начиная с 1921 г. С середины августа в закрытых эмиссионных балансах появилась ещё одна статья — «Золото на счетах Правления „Союззолото“». Поскольку акционерное общество занималось добычей золота и предоставляло Правлению Госбанка свои сертификаты в качестве гарантии будущих поставок, постольку в обеспечение эмиссии ставилось ещё не добытое золото. Так, в балансе на 27 сентября 1928 г. числилось золото в кладовой на 19,9 млн руб., на счетах Наркомфина — 49,5 млн руб., на счетах «Союззолото» — 41,3 млн руб. Притом за три квартала 1927/28 хозяйственного года государству от этого акционерного общества реально поступило золота лишь на 12 млн руб.
В ноябре 1930 года акционерное общество «Союззолото» было реорганизовано во Всесоюзное объединение «Цветметзолото», финансируемое за счёт государства. Таким образом, 1930 год стал годом окончательной ликвидации частной золотопромышленности на Дальнем Востоке, а добыча металла восстановилась до уровня лет, предшествующих Первой мировой войне.